# Стойовиці
Стойовиці (пол. Stojowice) — село в Польщі, у гміні Добчиці Мисленицького повіту Малопольського воєводства.
Населення — 600 осіб (2011).
У 1975-1998 роках село належало до Краківського воєводства.

## Демографія
Демографічна структура станом на 31 березня 2011 року:
|          | Загалом | Допрацездатний вік | Працездатний вік | Постпрацездатний вік |
| -------- | ------- | ------------------ | ---------------- | -------------------- |
| Чоловіки | 311     | 82                 | 209              | 20                   |
| Жінки    | 289     | 67                 | 183              | 39                   |
| Разом    | 600     | 149                | 392              | 59                   |